# Waltraute Macke-Brüggemann
Waltraute Macke-Brüggemann (* 30. August 1913 in Sarstedt bei Hildesheim; † 25. Juli 2006 in Erlstätt bei Traunstein) war eine deutsche Künstlerin.

## Leben
Waltraute Macke-Brüggemann, entfernt verwandt mit dem expressionistischen Maler August Macke, wurde 1913 in Sarstedt geboren als Tochter des Bankfachmanns Albert Macke und seiner Frau Lucie, geborene Richter. Später zog die Familie nach Berlin. 
Schon frühzeitig zeigte sich bei ihr eine ausgeprägte künstlerische Begabung. Von 1930 bis 1935 besuchte sie die Kunstgewerbe- und Handwerksschule in Berlin-Charlottenburg und wechselte nach 5 Semestern an die Höhere Graphische Fachschule. 1932 konnte sie ihr Studium an der Hochschule für Bildende Künste in Berlin beginnen, das sie 1937 regulär abschloss. 
Sie war eine der wenigen Frauen in der Meisterklasse von Ferdinand Spiegel. Im gleichen Jahr 1937 heiratete sie den Musikwissenschaftler und Komponisten Kurt Brüggemann. Nach dem Krieg und dem Verlust aller Habe und der eigenen Werke im Berliner Bombeninferno verschlug es das Künstlerehepaar nach Süddeutschland: In der Nähe des Chiemsees wagten beide einen Neuanfang und fanden eine neue Heimat. Waltraute Macke-Brüggemann intensivierte seitdem das Malen. 
Mit Künstlern aus dem Traunsteiner Raum schloss sie sich zur Gruppe „Der Rote Reiter“ zusammen und gründete eine „Gesellschaft zur Förderung des Frauenschaffens“. Die Künstlerin malte stets realistisch. Porträts, Stillleben, mythische und mystische Inhalte beschäftigen sie nachhaltig. Die Malerin und Grafikerin ist jedoch vor allem als Buchillustratorin bekannt geworden. Zuletzt gab sie zusammen mit ihrem Mann drei Opernbücher für Kinder und Jugendliche heraus, für die sie 1992 mit dem „Deutschen Musik-Editions-Preis“ ausgezeichnet wurde.

## Werke in öffentlichem Besitz
- Schiller-Nationalmuseum, Marbach
- Kupferstichkabinett Berlin
- Biblioteca Nazionale Centrale di Firenze
- Instituto Alemao Lissabon
- Goethe-Institut Kairo
- Stadt u. Land Salzburg

150 Gemälde der Künstlerin und ein Großteil des grafischen und zeichnerischen Werkes befinden sich seit 1989 als Waltraute-Macke-Brüggemann-Stiftung im Roemer- und Pelizaeus-Museum Hildesheim.